# Luis Andreuchi
Luis Antonio Andreuchi (né le 17 septembre 1955 à Monte Buey en Argentine) est un footballeur argentin, qui évoluait au poste d'attaquant.

## Biographie
Luis Andreuchi évolue en Argentine, en Grèce, et en Colombie.
Il joue deux matchs en Copa Libertadores, inscrivant un but, et deux rencontres en Coupe de l'UEFA, marquant également un but.
Il est meilleur buteur du championnat d'Argentine en 1978.

## Palmarès
| Quilmes - Championnat d'Argentine (1) : - Champion : 1978 (Metropolitano). - Meilleur buteur : 1978 (Metropolitano) (22 buts). |  | Ferro Carril Oeste - Championnat d'Argentine (1) : - Champion : 1982 (Nacional). - Vice-champion : 1981 (Nacional) et 1982 (Nacional). |